# Fordismo
Con la parola fordismo si indica una peculiare forma di produzione e organizzazione scientifica del lavoro basata principalmente sull'utilizzo della tecnologia della catena di montaggio (assembly-line) allo scopo di incrementare la produttività. Il significato è variabile nei diversi Paesi. Spesso connotato negativamente, il concetto fu teorizzato da Antonio Gramsci e dal socialista Henri de Man.
Il termine fu coniato attorno agli anni 1930 per descrivere il successo ottenuto nell'industria automobilistica a partire dal 1913 dall'industriale statunitense Henry Ford (1863 - 1947); ispiratosi alle teorie proposte dal connazionale Frederick Taylor (1856 - 1915), ebbe poi un considerevole seguito nel settore dell'industria manifatturiera, tanto da rivoluzionare notevolmente l'organizzazione della produzione a livello globale e diventare uno dei pilastri fondamentali dell'economia del XX secolo, con notevoli influenze sulla società. Con l'aggettivo fordista si usa indicare un regime di produzione ispirato al paradigma adottato da Ford, o una sua stretta evoluzione.

## Caratteristiche
1. analizzare le caratteristiche della mansione da svolgere,
2. creare il prototipo del lavoratore adatto a quel tipo di mansione,
3. selezionare il lavoratore ideale, al fine di formarlo e introdurlo nell'azienda.

I due capisaldi del fordismo erano il paradigma industriale tayloristico, accompagnato da una spinta di automazione (riflesso della meccanizzazione), e la concessione di retribuzioni più elevate di quelle mediamente riconosciute dalla prassi delle relazioni industriali dell'epoca.
Questo secondo aspetto non era però conseguenza di una qualche forma di filantropia, ma semmai era l'espressione di una lungimiranza socio-economica, poiché era la premessa della produzione di massa, ossia il volano dell'economia di consumo (una classe operaia povera non si può permettere neppure la più spartana utilitaria).
Ma i due capisaldi erano connessi anche sul piano funzionale: la potente razionalizzazione del ciclo produttivo aveva come prerequisito un'intensa sottomissione delle maestranze alla disciplina organizzativa (quasi maniacale) del fordismo, che arrivava a calcolare con esattezza i minimi movimenti corporei del dipendente: questo regime alienante doveva trovare almeno una forma di riparazione nel salario più generoso, che saggiamente veniva assegnato all'operaio Ford.

## Fordismo negli Stati Uniti

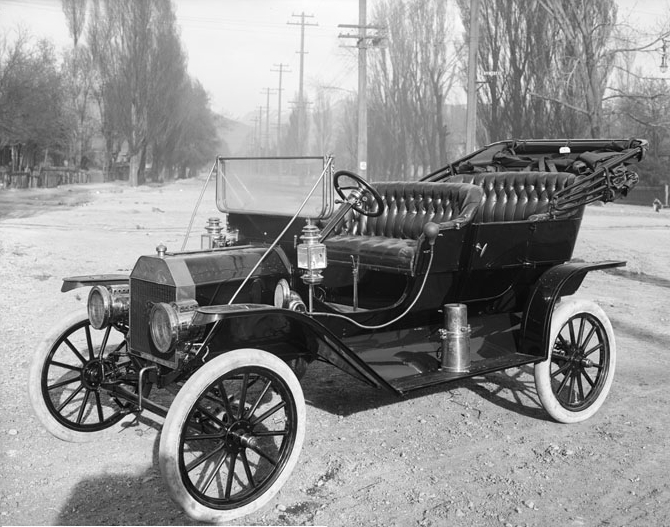
Ford Modello T del 1910.

Negli Stati Uniti è una filosofia sociale che sostiene che ricchezze e profitto possono essere raggiunti con alti salari che permettono ai lavoratori di acquistare i beni che hanno prodotto.
La parola fordismo fu coniata attorno agli anni trenta, ma già quindici anni prima il successo ottenuto nell'industria automobilistica da Ford era obiettivamente un fenomeno rimarchevole. Fordismo indica una serie di pratiche industriali associate alle innovazioni introdotte nella fabbricazione di automobili americane da Ford dall'ultimo decennio dell'Ottocento fino al secondo decennio del Novecento. Questo processo consiste nel ridurre operazioni complesse a compiti più piccoli e semplici da svolgere, eseguibili anche da lavoratori inesperti. Ma l'innovazione più importante fu l'introduzione della catena di montaggio nel 1913, che ha fatto scendere il tempo per completare una macchina da venti ore a un'ora e mezza, ottenendo così una produzione di massa di oggetti omogenei (ad esempio, ogni Ford T era nera, ed originariamente le personalizzazioni del modello base erano pressoché inesistenti).
Questo comportò un aumento della produzione, con il calo dei costi di produzione medi, per rendere il prodotto più accessibile al pubblico. Esso fu anche un grande investimento di capitali; la meccanizzazione permise l'efficienza, e fu un grande affare. Con 10 milioni di prodotti venduti, Ford fece una fortuna e i suoi operai diventarono i più pagati nel mondo.
Tale aumento di stipendio, che Ford portò a cinque dollari al giorno (quasi il doppio di quello che guadagnava un normale operaio) però non fu concesso a tutti. Gli operai che ottennero tale aumento furono quelle persone che superarono determinati controlli: Ford fece fare indagini non solo sui suoi lavoratori, ma anche sulle loro famiglie: se i rapporti con i vicini erano buoni oppure no, se la moglie lavorava o quali associazioni frequentassero i loro figli. Solo chi rientrava in determinati "standard" aveva diritto all'aumento di stipendio. Ford per esempio arrivò a licenziare centinaia di operai perché non andarono al lavoro per festeggiare il Natale ortodosso, cosa che lui giudicò antiamericana.
Dai promotori del fordismo, Detroit fu assunta come modello di impianto urbanistico ottimizzato per la produzione industriale.
Il sistema di produzione fordista ha quattro elementi chiave:
- È caratterizzato da una particolare divisione del lavoro (la separazione dei diversi compiti tra diversi gruppi di lavoratori) in cui lavoratori non specializzati eseguono semplici operazioni ripetitive mentre tecnici qualificati e personale di direzione ricoprono incarichi relativi alla ricerca, al design, al controllo della qualità, finanza, coordinamento e marketing.
- È un sistema dove la fabbricazione è altamente standardizzata.
- La produzione non è organizzata con il criterio di dislocare nella stessa zona macchine simili, ma le macchine sono disposte funzionalmente, ovvero nel corretto ordine di sequenza richiesto per la fabbricazione del prodotto.
- Le varie parti della catena di montaggio sono collegate insieme da un nastro trasportatore (la linea di assemblaggio) per facilitare un veloce ed efficiente svolgimento dei compiti.

I prezzi calano, portando un incremento delle vendite e dello sviluppo potenziale del mercato di massa. Molti commentatori ritengono che il fordismo sia stato caratteristico dell'industria occidentale dal 1945 fino agli anni settanta, e che sia stato collegato al sorgere dei maggiori paesi produttori d'auto.
Il fordismo è associato, sul piano della dottrina logistica industriale, al particolare modello territoriale dell'attività economica, detto divisione spaziale del lavoro, in cui vi è una separazione spaziale tra il luogo di sviluppo del prodotto (centro di ricerca e sviluppo) e gli effettivi centri di montaggio standard di un prodotto. Il modello rimase dominante del mondo industrializzato fino agli anni sessanta e settanta, quando il conformismo dei consumatori fu intaccato dal crescente numero di disegnatori, pensatori, e consumatori stessi. E così si sono venuti a creare termini come postindustriale, postfordismo e mercato di nicchia. Il fordismo è stato parte, come componente tecnologica, del momento di efficienza che ha caratterizzato l'età del progresso americano. Dopo l'inizio della Grande depressione, la politica americana fu quella di tenere alti i salari nella speranza che il fordismo avrebbe risolto la crisi.

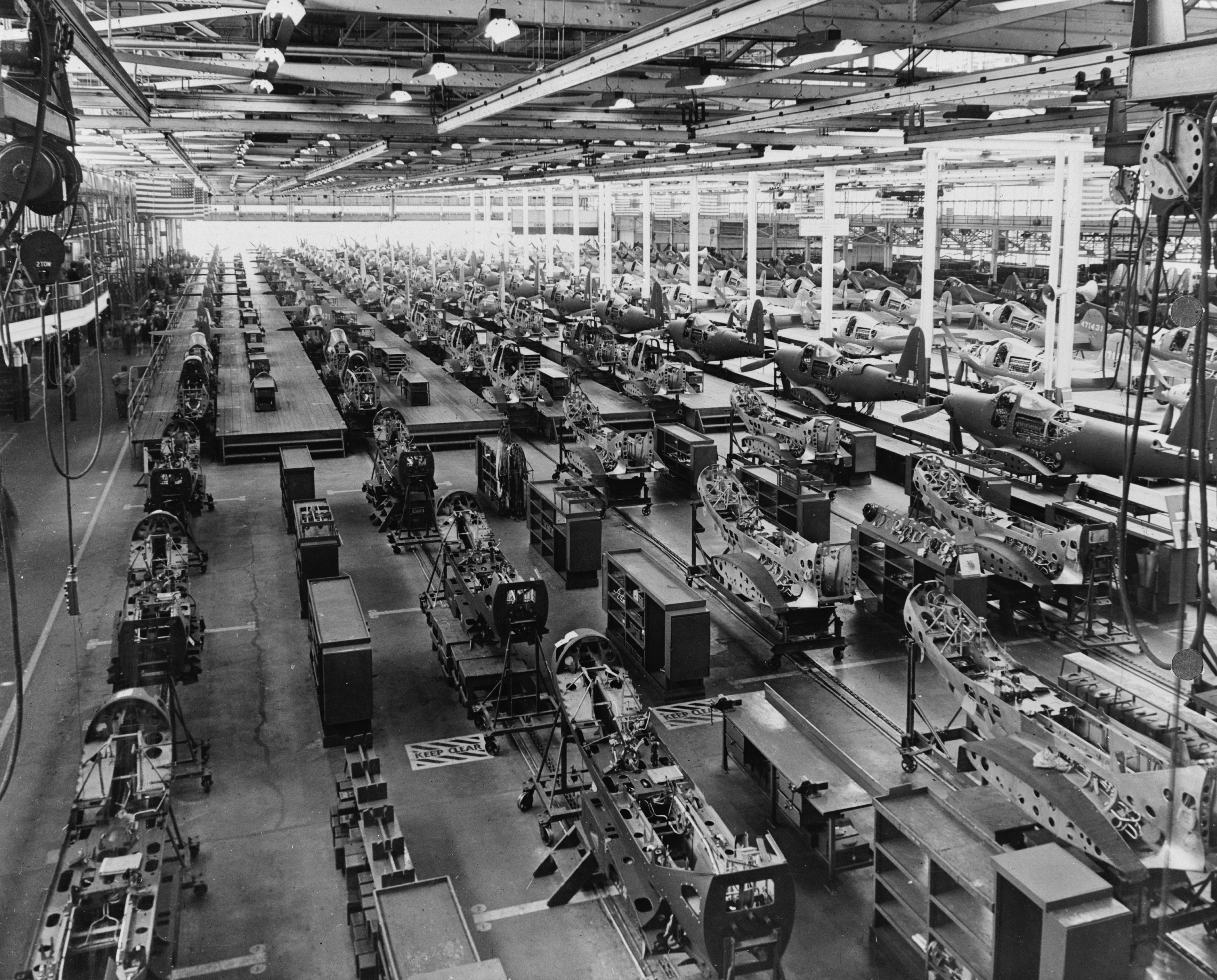
Assemblaggio del caccia Bell P-39Q-30-BE Airacobra a Wheatfield durante la seconda guerra mondiale.

## Fordismo nell'Europa occidentale
Secondo lo storico Charles S. Maier, 
il fordismo in Europa è stato preceduto dal taylorismo - una teoria sociologico-industriale del lavoro disciplinato e organizzato, basato su studi (almeno formalmente ispirati al rigore scientifico) dell'efficienza umana - e dal sistema di incentivi. Il taylorismo attrasse gli intellettuali europei fino alla Grande Guerra.
Dal 1918, tuttavia, l'attenzione si spostò sul fordismo, che prevedeva la riorganizzazione dell'intero processo produttivo su concetti come linea di assemblaggio, standardizzazione e mercato di massa. Ma con la grande depressione si compromise la visione utopistica della tecnocrazia americana; tuttavia il predominio con cui gli Stati Uniti uscirono dalla seconda guerra mondiale ravvivò l'ideale. Sotto l'ispirazione di Antonio Gramsci (secondo cui il fordismo significa intensificare il lavoro, dopo averlo reso meccanicamente ripetitivo, per promuovere la produzione), i marxisti fondarono il concetto di fordismo negli anni trenta, e negli anni settanta elaborarono il post fordismo. Antonio e Bonanni (2000) tracciano lo sviluppo del fordismo e delle successive fasi economiche, dalla globalizzazione alla globalizzazione neoliberale, durante il ventesimo secolo, enfatizzando il ruolo ricoperto dall'America nella globalizzazione. Tali autori sostengono che il fordismo raggiunse nei decenni immediatamente successivi alla seconda guerra mondiale il culmine, nel dominio americano e nell'affermarsi del consumismo di massa, ma collassò con le crisi politiche e culturali degli anni settanta. Con il progresso tecnologico e la fine della guerra fredda si entrò nella fase neo liberale della globalizzazione negli anni novanta. Loro accusano gli elementi negativi del fordismo, come l'ineguaglianza economica perdurata comunque, e i relativi problemi culturali di sviluppo sorti che inibiscono gli scopi della democrazia americana.

## Fordismo in Unione Sovietica

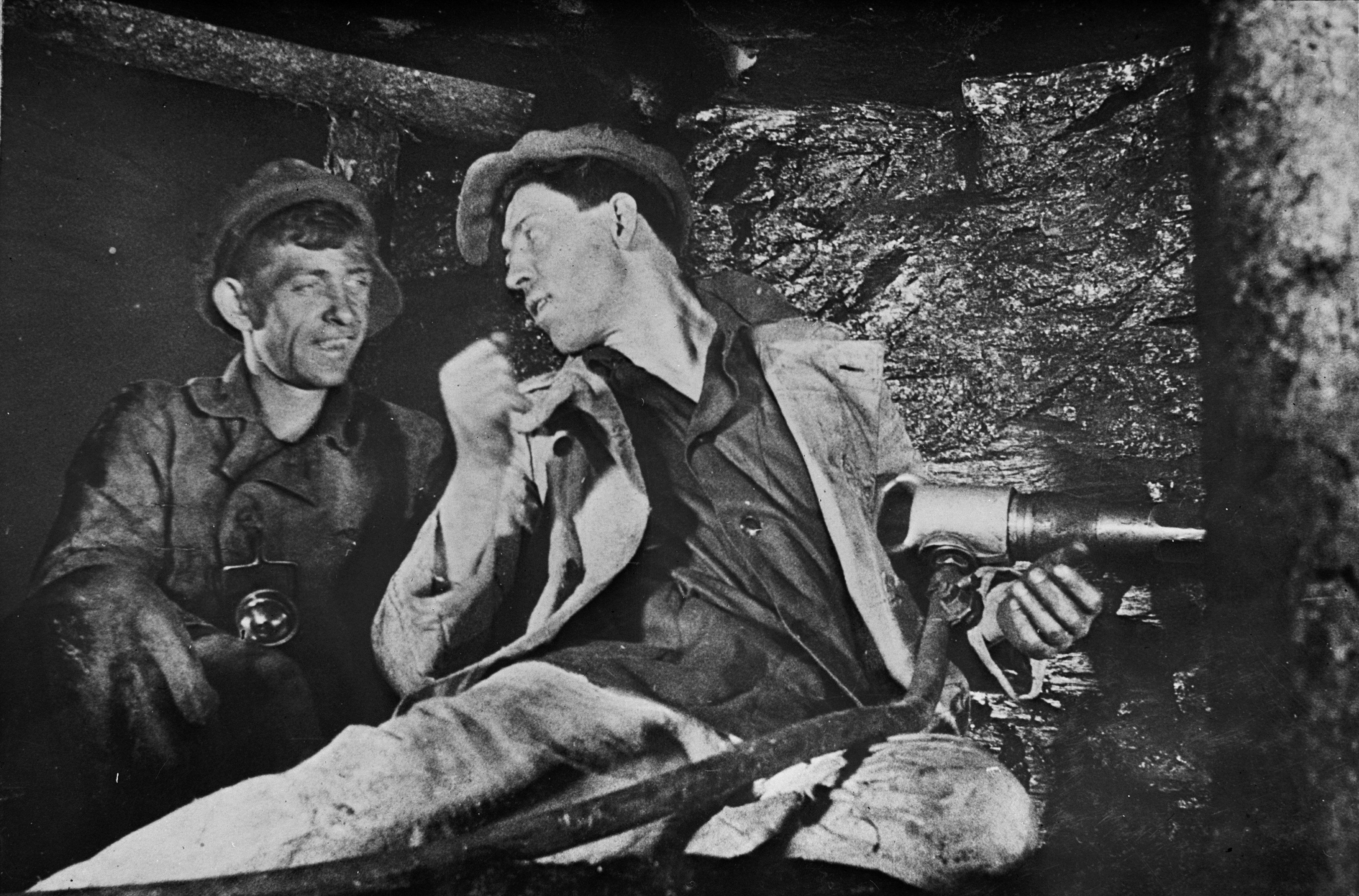
Aleksej Grigor'evič Stachanov, eroe della produttività sovietica

Lo storico Thomas Hughes (Hughes 2004) ha dettagliatamente spiegato in che modo l'Unione Sovietica abbracciò con entusiasmo negli anni venti e trenta il fordismo e il taylorismo, importando esperti americani di entrambe le scuole e affidando ad aziende americane la costruzione di parte delle proprie strutture industriali. I concetti di piani quinquennali e di controllo centralizzato dell'economia possono essere direttamente rintracciati nell'influenza del taylorismo sul pensiero sovietico. Hughes cita Stalin: l'efficienza americana è quella forza che non conosce né riconosce ostacoli; che una volta iniziata una missione, anche se di poco conto, la continua fino al compimento; senza l'efficienza USA è impossibile un lavoro serio e costruttivo... la combinazione di rivoluzione russa con l'efficienza americana è l'essenza del leninismo. Hughes descrive come entrambe le parti, sovietici ed americani, scelsero di ignorare o negare il contributo delle idee dell'esperienza americana nello sviluppo e nella crescita di potere dell'Unione Sovietica. I sovietici lo fecero perché desideravano porsi al mondo come gli artefici del proprio destino, che nulla dovevano ai rivali. Gli americani lo fecero perché non desideravano ammettere il proprio apporto alla creazione del più potente avversario: l'Unione Sovietica.

## Altre varianti marxiste

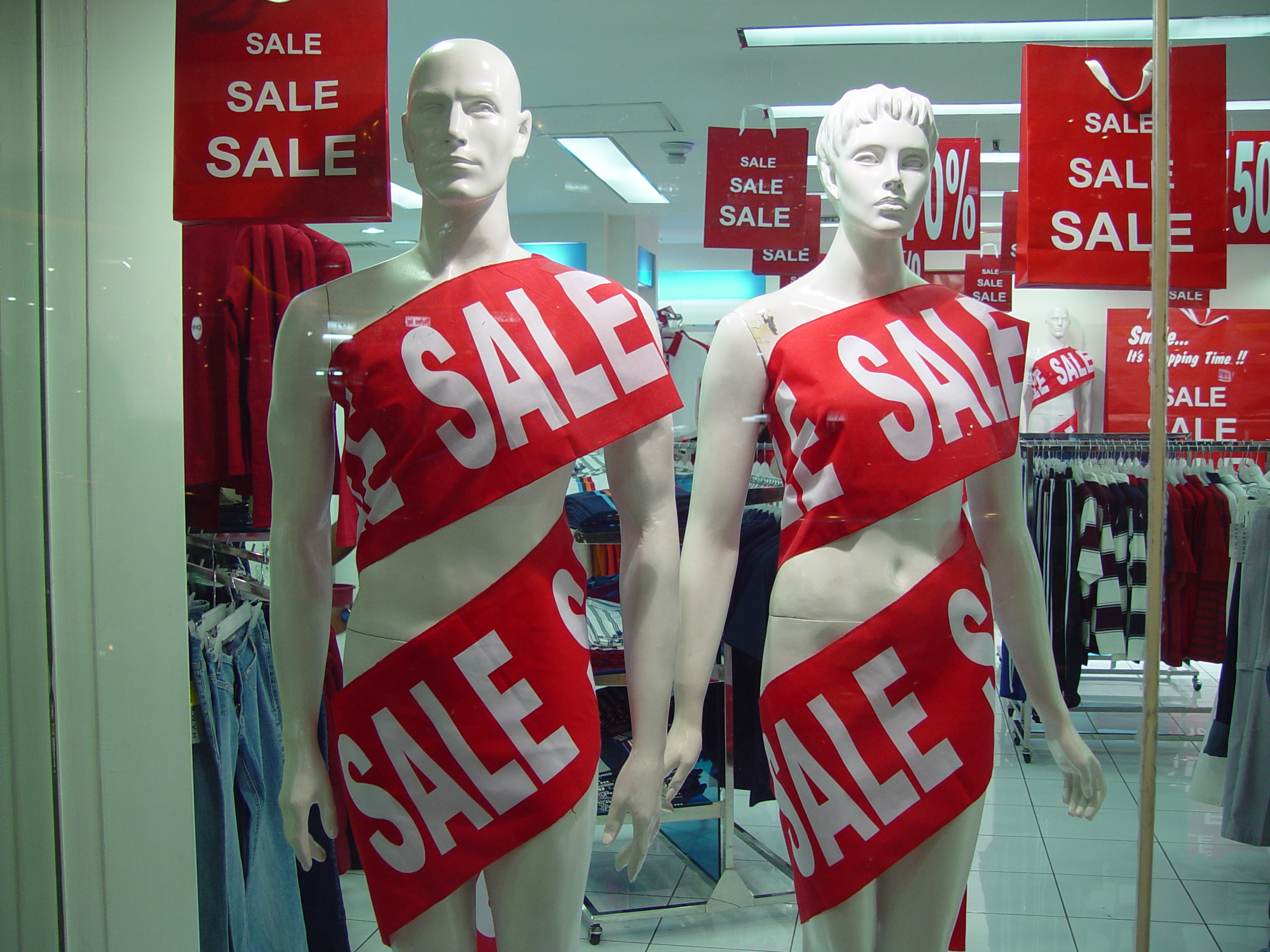
Il consumismo di massa, l'altra faccia del fordismo

Il fordismo è anche un termine usato nel marxismo occidentale, pensato come "regime di accumulazione" o modello macroeconomico del crescente sviluppo degli Stati Uniti e diffusosi in varie forme nell'Europa occidentale dopo il 1945. Esso consiste nella produzione domestica di massa con determinate istituzioni e politiche a sostegno del consumo di massa, tra cui politiche di stabilizzazione economica e di organizzazione keynesiana della domanda che generano la domanda nazionale la stabilità sociale; il fordismo postula dal canto suo anche una sorta di compromesso fra classi o di contratto sociale che implichi, in un rapporto quasi sinallagmatico (a prestazioni corrispettive), assegni di supporto alle famiglie, lavoro stabile e un mercato del lavoro interno che porti una prosperità ampiamente diffusa (l'aumento delle entrate è legato alla produttività nazionale tra gli anni Quaranta e Settanta). A livello di processi di lavoro, il fordismo è taylorismo, mentre come modello di regolazione nazionale il fordismo è keynesianesimo.
Il concetto scientifico di fordismo è stato introdotto nella French Regulation School, noto anche come teoria della regolazione, che è un filone di influenza marxista di economia politica. Secondo la Regulation School (un gruppo di scrittori di storia economica), i paradigmi della produzione capitalista sono nati dalla crisi del paradigma precedente; un nuovo paradigma è sempre destinato a cadere in crisi, prima o poi. La crisi del fordismo è diventata evidente per i marxisti verso la fine del 1960. La teoria di regolazione marxista parla di regimi di accumulazione capitale (ROA) e di modalità di regolazione (MOR). ROAs sono periodi di crescita economica pressoché costante e di profitto su tutta una nazione o regione del globo. Tali regimi si esauriscono entrando in crisi, e crollano quando il capitalismo cerca di ripristinarsi e tornare a una situazione di profitto. In questi periodi intervengono i MOR per stabilizzare questi periodi, con una serie di provvedimenti di vario genere finalizzati ad assicurare un profitto capitalista a lungo termine.
Il fordismo è anche una parola usata per indicare il boom economico conosciuto in Occidente dal 1945. Esso viene indicato da un ciclo di produzione e consumo di massa; dalla produzione di oggetti standard da essere venduti mercati nazionali protetti; dall'applicazione di politiche economiche Keynesiane. Mentre il modello standard è l'America post-guerra, le variazioni nazionali di questo standard di norma sono ben note. La teoria di regolazione parla di modalità nazionali di crescita per denotare diverse varietà di fordismo presenti nelle economie occidentali. Il fordismo come regime di accumulazione crollò, a causa delle esperienze nazionali, da qualche parte tra la fine degli anni Sessanta e la metà dei Settanta. Le economie occidentali vivevano una lenta o assente crescita economica, con espansione della disoccupazione. Il periodo dopo il fordismo è chiamato post fordismo o neofordismo. Il primo implica che il capitalismo globale ha messo da parte il fordismo senza superare le sue incoerenze; mentre il secondo indica che gli elementi dei regimi di accumulazione fordisti continuano a esistere. La Regulation School preferisce il termine dopo-fordismo, a indicare che non è ancora chiaro cosa c'è dopo il fordismo.

## Altri significati
Fordismo può indicare a anche: 
- l'ideologia religiosa distopicamente descritta da Aldous Huxley in Il mondo nuovo;
- l'atteggiamento paternalistico nei confronti dei lavoratori (nel senso amorevole di fornire benefici o restrittivo come vietare di fumare);
- in senso più ampio il fordismo si riferisce alla classica società dei consumi del ventesimo secolo: un'alta produttività permette alti salari, una produzione di massa permette un consumo di massa.

## Postfordismo

Information technology, lavoro dei colletti bianchi e specializzazione sono alcuni degli attributi del postfordismo.

Il fordismo come return on assets (ROA) andò in crisi, con varie scansioni temporali a seconda delle realtà nazionali, in un intervallo compreso tra la fine degli anni sessanta e la metà degli anni settanta. Le economie occidentali attraversarono una fase di crescita economica rallentata o nulla, inflazione crescente e disoccupazione dilagante. Tali sistemi economici avevano virato da un orientamento manifatturiero-industriale al terziario avanzato ed all'economia della conoscenza.
Al contempo, l'industria si era delocalizzata dall'occidente ai paesi del secondo e terzo mondo, dove la produzione è meno costosa. Abbiamo visto che il fordismo si fondava anche sulla supposizione che i dipendenti fossero in grado di acquistare ciò che producevano (almeno in una qualche misura), e si era creduto che potesse prosperare anche in virtù dell'interconnessione mondiale. Il movimento di capitale è divenuto più fluido, e gli stati nazionali si sono significativamente estraniati dalla sfera economica. Il postfordismo si è affermato in parte anche in virtù della globalizzazione. Ai tempi di Henry Ford, i lavoratori erano relativamente poco professionalizzati, ma potevano organizzarsi sindacalmente, e tali sindacati divennero assai forti proprio perché il capitale non era fluido come sarebbe diventato nell'epoca postfordista.
Il postfordismo può essere definito da questi aspetti:
- Nuove tecnologie d'informazione.
- Enfasi sui tipi di consumatori (al posto dell'enfasi sulle classi sociali, precedentemente imperante).
- Avvento del lavoratore di servizi e del "colletto bianco".
- Femminilizzazione della forza lavoro.
- Globalizzazione dei mercati finanziari.

Invece di produrre beni generici, le imprese trovarono allora più profittevole specializzarsi in diverse linee di prodotti rivolti a differenti gruppi di consumatori, facendo leva sul loro senso del buongusto e della moda. In luogo di investire enormi cifre sulla produzione di massa di una singola merce, le imprese ebbero quindi la necessità di costruire sistemi intelligenti di impiego di mano d'opera e macchine che fossero flessibili e potessero rapidamente reagire ai capricci del mercato. La moderna produzione just in time è un buon esempio di approccio produttivo flessibile.
Il postfordismo trae linfa vitale dall'information technology. La fabbricazione just in time già ricordata è strettamente dipendente dal progresso informatico. Non c'è più bisogno di creare scorte di magazzino di un qualche prodotto. Appena creato, il prodotto è già fuori dalla porta. La chiave della flessibilità produttiva è nell'uso di tecnologie informatiche nelle macchine e nelle operazioni. Tutto ciò permette un controllo più raffinato nel processo produttivo. Con l'aumentata sofisticazione dei processi e, segnatamente, la nuova flessibilità della tecnologia a controllo elettronico, i cambiamenti più radicali nei processi di produzione non sono più necessariamente connessi ad una vasta scala di produzione. In effetti, uno dei più spettacolari riflessi della tecnologia produttiva di ultima generazione, dominata dall'elettronica ed assistita dal computer, è la possibilità di saltare da un processo ad un altro, consentendo — almeno potenzialmente — la "confezione su misura" di una produzione che segue da vicino le esigenze dei singoli consumatori.
L'automazione tradizionale è vincolata ad una produzione standardizzata di grandi volumi ("milioni di pezzi"); i nuovi "sistemi flessibili di fabbricazione" sono parecchio diversi, perché rendono possibile la realizzazione di piccole tirature senza penalizzazioni di costo. La minor richiesta di spazio (il magazzino è virtualmente abolito) taglia, ovviamente, le spese necessarie ad acquisire in qualunque forma (proprietà, affitto, leasing, comodato...) immobili strumentali. Si può ricorrere a processi modulari per soddisfare le esigenze di mercati di nicchia. L'attenzione è ormai completamente volta allo scopo finale della fabbricazione. Le società sono più piccole e subappaltano molte attività definite "non strategiche". Analogamente, la struttura di produzione iniziò a cambiare a livello di settore. Invece di una singola ditta che impiega mano d'opera su tutta la catena di montaggio, dal materiale grezzo al prodotto finito, il processo di produzione si frammentò, con singole ditte specializzate per aree di competenza tecnica. La prova del carattere vincente di questa apologia della specializzazione andrebbe rinvenuta nei cosiddetti distretti produttivi, nuclei di imprese integrate che sono sorti in luoghi come Silicon Valley, Jutland, Småland, ed alcune parti della stessa Italia.

## Acquisizioni contemporanee del fordismo
È innegabile che le aziende industriali e finanziarie non abbiano mai abbandonato, per una mera questione di controllo dei costi di produzione, l'intento di perseguire gli obiettivi del fordismo, che erano la misurazione oggettiva del lavoro e la standardizzazione dei processi produttivi. Questi obiettivi hanno dato vita a studi sull'organizzazione scientifica del lavoro che in tutto il novecento si sono espressi in ambito medico-legale (autori: Mosso, Gemelli), in ambito di impiantistica industriale, di ingegneria gestionale, e di precettistica tecnica degli standards produttivi (es. norme ISO). È chiaro che il presupposto ermeneutico di questi studi è, come nel fordismo, l'idea che il risultato produttivo dipenda esclusivamente dal metodo, dal processo, dall'addestramento ripetuto e intensivo dei prestatori di lavoro in compiti standardizzati (fattori misurabili), misconoscendo radicalmente i contributi individuali e creativi nella prestazione lavorativa e negando l'esercizio del pensiero e della rimeditazione come mezzi di autoformazione (fattori incommensurabili).

## Filmografia
- Tempi moderni (Modern Times), di Charlie Chaplin (1936)